# 李旦 (成化進士)
李旦（1450年—？），字啓東，直隸河間府獻縣人，陕西榆林衛軍籍，明朝政治人物。

## 生平
陝西鄉試第十三名舉人。成化十七年（1481年）中式辛丑科會試第二十七名，二甲第二十五名進士。后累升刑部主事，因進言得罪。之後貶鎮遠通判，不久去世。

## 家族
曾祖李思敬；祖父李溫；父李驥，訓術。母魏氏。永感下。兄李昂。